# Copa del Generalíssim de futbol 1947-48
La Copa del Generalíssim de futbol 1947-48 va ser la 44ena edició de la Copa d'Espanya.

## Primera Ronda
14 i 16 de setembre.
| Equip 1                   | Marcador | Equip 2                     |
| ------------------------- | -------- | --------------------------- |
| Pontevedra CF             | 8-0      | Berbés CF                   |
| Cultural Leonesa          | 1-0      | Maestranza Aérea de León    |
| Club Langreano            | 0-0      | Círculo Popular             |
| Gimnástica de Torrelavega | 2-1      | SD Barreda                  |
| CD Logroñés               | 4-3      | Maestranza Aérea de Logroño |
| Arenas de Getxo           | 2-0      | SD Indauchu                 |
| Arenas SD                 | 3-1      | SD Escoriaza                |
| Club Atlético Saguntino   | 3-0      | CD Acero                    |
| Racing Club de Ferrol     | 0-1      | CD Leganés                  |
| CE Atlètic Balears        | 5-1      | CE Constància               |
| UE Sant Andreu            | 2-4      | SD Espanya Industrial       |
| AR Chamberí               | 3-1      | AD Plus Ultra               |
| Tomelloso CF              | 3-1      | Gimnástico Alcázar          |
| Cartagena CF              | 1-0      | Sociedad Gimnástica Abad    |
| Alacant CF                | 0-0      | Elx CF                      |
| Real Balompédica Linense  | 2-3      | Algeciras CF                |
| SD Ceuta                  | 0-2      | Club Atlético de Tetuán     |

- Desempat

| Equip 1         | Marcador | Equip 2        |
| --------------- | -------- | -------------- |
| Círculo Popular | 2-0      | Club Langreano |
| Elx CF          | 4-2      | Alacant CF     |

## Segona Ronda
19 d'octubre.
| Equip 1                       | Marcador | Equip 2                 |
| ----------------------------- | -------- | ----------------------- |
| Sociedad Gimnástica Lucense   | 9-0      | Betanzos CF             |
| CD Juvenil                    | 3-1      | Arsenal CF              |
| Real Juvencia CF              | 1-3      | Círculo Popular         |
| Santiago CF                   | 5-2      | Arosa SD                |
| Pontevedra CF                 | 3-1      | UD Orensana             |
| Club Lemos                    | 4-2      | SD Ponferradina         |
| Real Avilés                   | 3-1      | CD Gijonés              |
| Gimnástica de Torrelavega     | 3-0      | Rayo Cantabria          |
| CD Sueca                      | 1-3      | CD Xàtiva               |
| Real Santander SD             | 6-1      | Santoña CF              |
| Cultural Leonesa              | 3-1      | Caudal Deportivo        |
| Sociedad Gimnástica de Burgos | 4-0      | CF Palencia             |
| Arenas Club                   | 3-0      | CD Guetxo               |
| SD Espanya Industrial         | 0-2      | UE Sants                |
| FC Martinenc                  | 3-2 (1)  | Igualada CF             |
| SD Erandio                    | 2-1      | Sestao SC               |
| CA Osasuna                    | 7-1      | Real Unión de Irún      |
| CD Logroñés                   | 8-1      | CD Izarra               |
| Cultural de Durango           | 4-0      | Tolosa CF               |
| CD Alavés                     | 2-1      | CD Mirandés             |
| CD Numancia                   | 1-0      | CD Tudelano             |
| Reial Saragossa               | 4-0      | CD Tauste               |
| Club Atlético de Zaragoza     | 3-2      | SD Huesca               |
| Arenas SD                     | 3-0      | CD Belchite             |
| CD Segarra                    | 2-1      | Club Atlético Saguntino |
| Girona FC                     | 6-1      | EC Granollers           |
| CE Júpiter                    | 3-1      | Atlètic Balears         |
| CF Reus Deportiu              | 1-0      | CD Tortosa              |
| UE Lleida                     | 4-0      | Terrassa FC             |
| Real Ávila                    | 7-0      | Gimnástica Segoviana    |
| Club Atlético de Zamora       | 3-1      | UD Salamanca            |
| CD Badajoz                    | 3-1      | CP Cacereño             |
| Tomelloso CF                  | 4-1      | CD Manchego             |
| CD Toledo                     | 3-1      | CD Talavera             |
| AD Ferroviaria                | 0-2      | Albacete Balompié       |
| Imperial CF                   | 7-0      | CD Cieza                |
| Elx CF                        | 4-2      | CE Eldenc               |
| CD Almoradí                   | 1-2      | Crevillent CF           |
| Cartagena CF                  | 2-0      | Orihuela Deportiva CF   |
| Unión Olímpica Jienense       | 2-1      | CD Iliturgi             |
| UD Almería                    | 4-0      | CD Linares              |
| Unión Balompédica Conquense   | 1-2      | AR Chamberí             |
| Recreativo de Huelva          | 6-2      | Calavera CF             |
| Real Betis Balompié           | 2-0      | Coria CF                |
| UD Melilla                    | 1-3      | Larache CF              |
| Club Atlético de Tetuán       | 4-3      | Algeciras CF            |
| Cadis CF                      | 2-0      | CD San Fernando         |
| Electromecánica CF            | 1-1      | CF Antequerano          |

- Desempat

| Equip 1        | Marcador | Equip 2            |
| -------------- | -------- | ------------------ |
| CF Antequerano | 3-1      | Electromecánica CF |

(1) El FC Martinenc fou desqualificat pel que el club classificat fou l'Igualada CF.

## Tercera Ronda
28 de desembre.
| Equip 1                       | Marcador | Equip 2                   |
| ----------------------------- | -------- | ------------------------- |
| Sociedad Gimnástica Lucense   | 3-2      | CD Juvenil                |
| Pontevedra CF                 | 6-0      | Santiago CF               |
| CD Alavés                     | 0-2      | CA Osasuna                |
| Cultural Leonesa              | 2-0      | Club Lemos                |
| Círculo Popular               | 2-0      | Real Avilés CF            |
| Real Santander SD             | 4-1      | Gimnástica de Torrelavega |
| Cultural de Durango           | 2-1      | SD Erandio                |
| Sociedad Gimnástica de Burgos | 2-1      | Arenas Club               |
| CD Logroñés                   | 2-0      | CD Numancia               |
| Igualada CF                   | 1-2      | UE Sants                  |
| CF Reus Deportiu              | 3-2      | CD Segarra                |
| Club Atlético de Zaragoza     | 4-1      | Arenas SD                 |
| UE Lleida                     | 1-1      | Reial Saragossa           |
| CE Júpiter                    | 1-0      | Girona FC                 |
| Albacete Balompié             | 3-0      | CD Xàtiva                 |
| Crevillent CF                 | 4-3      | Elx CF                    |
| Imperial CF                   | 2-1      | Cartagena CF              |
| Real Ávila CF                 | 4-2      | Club Atlético de Zamora   |
| CD Badajoz                    | 3-1      | Recreativo de Huelva      |
| Tomelloso CF                  | 5-0      | Unión Olímpica Jienense   |
| CF Antequerano                | 2-1      | UD Almería                |
| Real Betis Balompié           | 5-0      | Cadis CF                  |
| AR Chamberí                   | 3-6      | CD Toledo                 |
| Club Atlético de Tetuán       | 3-2      | Larache CF                |

- Desempat

| Equip 1         | Marcador | Equip 2   |
| --------------- | -------- | --------- |
| Reial Saragossa | 0-1      | UE Lleida |

## Quarta Ronda
19, 21 de març i 1 d'abril.
| Equip 1                     | Marcador | Equip 2                       |
| --------------------------- | -------- | ----------------------------- |
| Sociedad Gimnástica Lucense | 5-2      | Pontevedra CF                 |
| Cultural Leonesa            | 1-0      | Círculo Popular               |
| Real Santander SD           | 5-1      | Cultural de Durango           |
| CA Osasuna                  | 4-1      | Sociedad Gimnástica de Burgos |
| Club Atlético de Zaragoza   | 2-1      | CD Logroñés                   |
| CF Reus Deportiu            | 1-2      | UE Lleida                     |
| UE Sants                    | 2-0      | CE Júpiter                    |
| Tomelloso CF                | 5-0      | Albacete Balompié             |
| CD Toledo                   | 4-2      | Real Ávila CF                 |
| Real Betis Balompié         | 2-1      | CD Badajoz                    |
| Crevillent CF               | 1-1      | Imperial CF                   |
| CF Antequerano              | 2-0      | Club Atlético de Tetuán       |

- Desempat

| Equip 1     | Marcador | Equip 2       |
| ----------- | -------- | ------------- |
| Imperial CF | 1-0      | Crevillent CF |

## Cinquena Ronda
18 d'abril.
| Equip 1                     | Marcador | Equip 2             |
| --------------------------- | -------- | ------------------- |
| Sociedad Gimnástica Lucense | 0-3      | Club Ferrol         |
| Deportivo de la Coruña      | 5-2      | CA Osasuna          |
| Cultural Leonesa            | 0-4      | Reial Oviedo        |
| Real Santander SD           | 1-5      | Real Gijón          |
| Club Atlético de Zaragoza   | 0-3      | Reial Societat      |
| UE Lleida                   | 1-1      | CE Sabadell         |
| RCD Mallorca                | 2-2      | Barakaldo CF        |
| CF Badalona                 | 5-3      | UE Sants            |
| CE Castelló                 | 4-3      | Hèrcules CF         |
| Tomelloso CF                | 1-1      | CE Alcoià           |
| Real Murcia CF              | 3-0      | Llevant UE          |
| CD Mestalla                 | 4-1      | Imperial CF         |
| Reial Madrid CF             | 1-0      | RCD Córdoba         |
| Granada CF                  | 4-1      | Real Betis Balompié |
| CD Málaga                   | 11-4     | CD Toledo           |
| Reial Valladolid            | 5-0      | CF Antequerano      |

- Desempat

| Equip 1      | Marcador | Equip 2      |
| ------------ | -------- | ------------ |
| CE Sabadell  | 5-2      | UE Lleida    |
| Barakaldo CF | 5-4      | RCD Mallorca |
| CE Alcoià    | 2-1      | Tomelloso CF |

## Sisena Ronda
25 d'abril.
| Equip 1          | Marcador | Equip 2                |
| ---------------- | -------- | ---------------------- |
| Reial Oviedo     | 4-1      | Deportivo de la Coruña |
| Club Ferrol      | 4-1      | Real Gijón             |
| Reial Societat   | 2-0      | CE Sabadell            |
| CF Badalona      | 3-1      | Barakaldo CF           |
| Reial Madrid CF  | 4-2      | CD Málaga              |
| Reial Valladolid | 4-1      | Granada CF             |
| CE Castelló      | 3-0      | CE Alcoià              |
| Real Murcia CF   | 5-0      | CD Mestalla            |

## Vuitens de final
2 i 9 de maig.
| Equip 1                | Global | Equip 2          | Anada | Tornada |
| ---------------------- | ------ | ---------------- | ----- | ------- |
| CF Badalona            | 2-3    | CE Castelló      | 2-1   | 0-2     |
| Atlètic de Madrid      | 2-0    | FC Barcelona     | 2-0   | 0-0     |
| València CF            | 7-0    | Reial Valladolid | 6-0   | 1-0     |
| Club Ferrol            | 2-6    | RC Celta de Vigo | 2-2   | 0-4     |
| Athletic Club          | 2-3    | Sevilla CF       | 2-1   | 0-2     |
| RCD Espanyol           | 3-1    | Reial Madrid CF  | 2-1   | 1-0     |
| Gimnàstic de Tarragona | 4-6    | Reial Societat   | 2-3   | 2-3     |
| Real Murcia CF         | 4-2    | Reial Oviedo     | 2-0   | 2-2     |

## Quarts de final
16 i 23 de maig.
| Equip 1           | Global | Equip 2          | Anada | Tornada |
| ----------------- | ------ | ---------------- | ----- | ------- |
| CE Castelló       | 1-8    | Sevilla CF       | 1-1   | 0-7     |
| RCD Espanyol      | 4-2    | Real Murcia CF   | 2-0   | 2-2     |
| Reial Societat    | 3-2    | València CF      | 3-2   | 0-0     |
| Atlètic de Madrid | 6-7    | RC Celta de Vigo | 5-5   | 1-2     |

## Semifinals
6 i 13 de juny.
| Equip 1      | Global | Equip 2          | Anada | Tornada |
| ------------ | ------ | ---------------- | ----- | ------- |
| Sevilla CF   | 7-2    | Reial Societat   | 7-1   | 0-1     |
| RCD Espanyol | 3-3    | RC Celta de Vigo | 1-1   | 2-2     |

- Desempat

| Equip 1      | Marcador | Equip 2          |
| ------------ | -------- | ---------------- |
| RCD Espanyol | 2-2      | RC Celta de Vigo |
| RCD Espanyol | 1-2      | RC Celta de Vigo |

## Tercera posició
| Equip 1      | Marcador | Equip 2        |
| ------------ | -------- | -------------- |
| RCD Espanyol | 3-1      | Reial Societat |

## Final
| Sevilla CF                       | 4 - 1 | RC Celta de Vigo |
| -------------------------------- | ----- | ---------------- |
| Mariano 18', 59', 73' · Arza 75' |       | Muñoz 6'         |

## Campió
| Campions de la Copa d'Espanya 1948 |
| ---------------------------------- |
| Sevilla FC 3r títol                |